# Latirus filamentosus
Latirus filamentosus is een slakkensoort uit de familie van de Fasciolariidae. De wetenschappelijke naam van de soort is voor het eerst geldig gepubliceerd in 1874 door Küster & Kobelt.